# Cases Carme Vidal
Les Cases Carme Vidal són un conjunt de dos edificis situats a la cantonada dels carrers de Cros i del Rei Martí, al barri de Sants de Barcelona, catalogat com a bé cultural d'interès local.

## Descripció
Consten de planta baixa, tres pisos i terrat. La façana principal és la que dona al carrer de Cros, on cada edifici té tres portes d'arc rebaixat a la planta baixa; la central, més estreta, es correspon a la porta d'entrada a l'immoble i les laterals a comerços. Als pisos superiors hi ha quatre obertures d'arc pla per pis; les de primer pis donen a dos balcons correguts i els altres pisos a balcons individuals. Aquests són de ferro forjat.
El parament de la façana imita carreus de pedra i té una gran decoració vegetal i floral a la part superior de les obertures a uns frisos que la recorren horitzontalment. El coronament és de línies ondulants a mode de frontons arrodonits separats entre ells per ulls de bou farcits de plantes i flors.
La façana del carrer del Rei Martí té una sola obertura allindada per planta seguint el mateix eix longitudinal. Una motllura, que segueix la línia de la llosana dels balcons de l'altre façana, separa els diferents nivells. El parament és de falsos carreus amb els frisos amb motius vegetals que son continuació dels del carrer Cros. Les llindes de les finestres estan decorades amb un senzill relleu vegetal. La façana queda rematada per una motllura per sobre de la qual hi ha un mur llis que fa de tancament al terrat.